# Кокуца Іван Іванович
Іва́н Іва́нович Коку́ца (нар. 25 лютого 1957 р., c. Пелинівка Чернівецького району Вінницької області) — український журналіст, редактор, письменник.
Член Національної спілки журналістів України (1983), Національної спілки письменників України (2012).

## Життєпис
Народився на Поділлі в селянській сім'ї. Трудову діяльність розпочав колгоспником (1973—1975). Після строкової служби в армії (1975—1977) вступив на факультет журналістики Київського державного університету імені Тараса Шевченка, де здобув вищу освіту (1977—1982).
Працював відповідальним секретарем районної газети «Наддністрянська правда» (м. Могилів-Подільський, 1982—1984). Згодом — кореспондент, відповідальний секретар, заступник редактора, редактор обласної молодіжної газети «Комсомольське плем'я» (з 1991 року — «Панорама», м. Вінниця). У 1995—1996 роках — перший заступник, в. о. генерального директора Вінницької обласної державної телерадіокомпанії, після чого певний час працював заступником головного редактора часопису «За Батьківщину», відповідальним секретарем газети «Подолія». У 1996—1999 роках — завідувач корпункту тижневика «Закон і Бізнес» (м. Київ), потім власкор Українського радіо в Київській області (1999—2008), головний редактор журналу «Вісник податкової служби України» (2006—2010). З 2010 року — пенсіонер.
Від 1990-х років творчо працював як письменник і журналіст, засновник друкованих видань — газет «Фото Правда», «Поштівка».
З 2017-го — голова громадської організації «Моя Отчизна», зареєстрованої в Києві як суб'єкт інформаційної діяльності. Засновник і головний редактор емігрантського радіо «Отчизна».

## Творчість
Автор (співавтор) книжок художньої прози різних жанрів.
- Софія Потоцька: драма на три дії з поетичними відступами / Іван Кокуца, Михайло Каменюк. — К.: ТОВ «УВПК „ЕксОб“», 2004. — 109 с.
- Вибрані п'єси та оповідання / Іван Кокуца. — К.: ТОВ «УВПК „ЕксОб“», 2006. — 184 с.
- Крутий спуск. — К. : ТОВ «УВПК „ЕксОб“», 2003. — 80 с.
- Сліди на Печерську. — К. : ДП ІВЦ ДПА України, 2010. — 591 с. (роман у співавт. з Олександром Дмитруком)
- Снідало сонце в тумані : поема / І. Кокуца. — Київ : Білоцерківська книжкова фабрика, 2012. — 183 с.
- Піввогонь. Від народження до початку : [поезії] / Іван Кокуца. — К. : Дніпро, 2012. — 153, [4] с.
- Втопила корба відро / І. Кокуца. — К. : Агентство «Україна», 2015. — 159 с.
- Молоко від дикого півня : Повість / І. Кокуца. — К. : Агентство «Україна», 2017. — 192 с.

## Нагороди, відзнаки
- Літературна премія Вінницької міської ради «Золота Вежа» (2023) за книжку «Шрам на обличчі сльози»;
- Вінницька обласна журналістська премія імені Костянтина Гришина;
- медаль «За врятування потопаючих» (1984).